# Macropus titan
Macropus titan — вымерший вид из рода исполинских кенгуру семейства кенгуровые, чьи ископаемые остатки обнаружены в Новом Южном Уэльсе в Австралии, в плейстоценовых отложениях.
Некоторые современные систематики считают Macropus titan подвидом ныне существующего гигантского кенгуру (Macropus giganteus titan).